# Кочешковское (озеро)
Кочешковское — озеро, расположенное на территории Уренского района Нижегородской области в 2 км к югу от посёлка Арья. Имеет округлую форму, площадь 5,8 гектара и достигает глубины до 10 метров. Является памятником природы регионального значения.
Кочешковское озеро образовалось в так называемой котловине выдувания, появившейся под действием ветров. Первое документальное упоминание относится к 1723 году. На берегу озера расположена спортивная охотничья база.
С озером связана легенда, согласно которой на его дне спрятан клад бунтовщиков из отряда Степана Разина.